# Pseudischnoptera rhabdota
Pseudischnoptera rhabdota är en kackerlacksart som beskrevs av Morgan Hebard 1921. Pseudischnoptera rhabdota ingår i släktet Pseudischnoptera och familjen småkackerlackor. Inga underarter finns listade i Catalogue of Life.